# Robert Fink
Robert Fink, slovenski rokometaš in veteran vojne za Slovenijo, * 14. september 1964, Brežice.

## Odlikovanja in nagrade
Leta 1992 je prejel častni znak svobode Republike Slovenije z naslednjo utemeljitvijo: »za izjemne zasluge pri obrambi svobode in uveljavljanju suverenosti Republike Slovenije«.